# قرخ چراغ
قیرخ چیراغ (به ترکی آذربایجانی: Qırx Çıraq) یک روستا در شهرستان سالیان در جمهوری آذربایجان است. این روستا بخشی از روستای چوخانلی، سالیان است.